# Helvídia (gens)
Helvídia (em latim: Helvidia, pl. Helvidii) era uma família plebeia em Roma. Os membros desta gens são mencionados pela primeira vez nas décadas finais da República.  Um século depois, os Helvídios se destacaram pelo que foi chamado de "patriotismo sincero, mas infrutífero".

## Origem
Cícero menciona Públio Helvídio Rufo em conexão com Larino, uma cidade dos frentanos. A partir dessa informação, é provável que os Helvídios fossem de origem sabélia. 

## Ramos e cognomina
Os Helvídios costumavam usar os sobrenomes Prisco (Priscus) e Rufo (Rufus). O único membro da família encontrado sem sobrenome foi o Helvídio, que foi condenado à morte durante o reinado de Domiciano; mas como ele era filho de Helvídio Prisco, pode ser que seu sobrenome não tenha sido preservado nos manuscritos.

## Membros
- Públio Helvídio Rufo, natural de Larino, mencionado por Cícero.[1]
- Helvídio Prisco, um legado servindo sob o comando Caio Umídio Dúrmio Quadrado, o governador da Síria. Foi enviado através das Montes Tauro em 52 d.C., para ajudar a colonizar a província da Capadócia.[3]
- Helvídio Prisco, estadista desde os reinados de Nero até Vespasiano. Seu pai era um centurião chamado Clúvio, mas ele foi adotado pela gens Helvídia. Prisco foi tribuno da plebe em 56 e pretor em 70 Seus sentimentos republicanos e seu desafio aos imperadores provocaram seu banimento em duas ocasiões e, por fim, resultaram em sua execução sob Vespasiano.[4][5] [6] [7] [8][9][10]
- Helvídio (Prisco), filho do pretor, exerceu o consulado em ano incerto. Educado pelo destino de seu pai, evitou cuidadosamente a oposição aberta aos imperadores, mas no reinado de Domiciano, os delatores o acusaram de satirizar um dos divórcios do imperador; ele foi condenado no Senado e arrastado para a prisão, seguido logo por sua execução. Sua morte foi vingada por Plínio, o Jovem, que impugnou o líder dos delatores.[11][12][13]
- Helvídio (Prisco), filho do consular, sobreviveu ao pai.
- Helvídia, filha mais velha do consular, morreu na infância.
- Helvídia, filha mais nova do consular, morreu ainda criança.
- Helvídio (ou possivelmente Helvécio), o autor de um antigo tratado cristão que argumentava contra a virgindade perpétua de Maria, baseado nos "irmãos e irmãs" de Jesus mencionados na Bíblia. São Jerônimo escreveu um tratado em oposição ao argumento de Helvídio.